# Pekannuss
Der Pekannussbaum (Carya illinoinensis), auch Pecannussbaum, ist eine Pflanzenart der Hickory (Carya) innerhalb der Familie der Walnussgewächse (Juglandaceae). Er ist in Nordamerika beheimatet und liefert die Pekannüsse bzw. Pecannüsse.

## Beschreibung und Ökologie

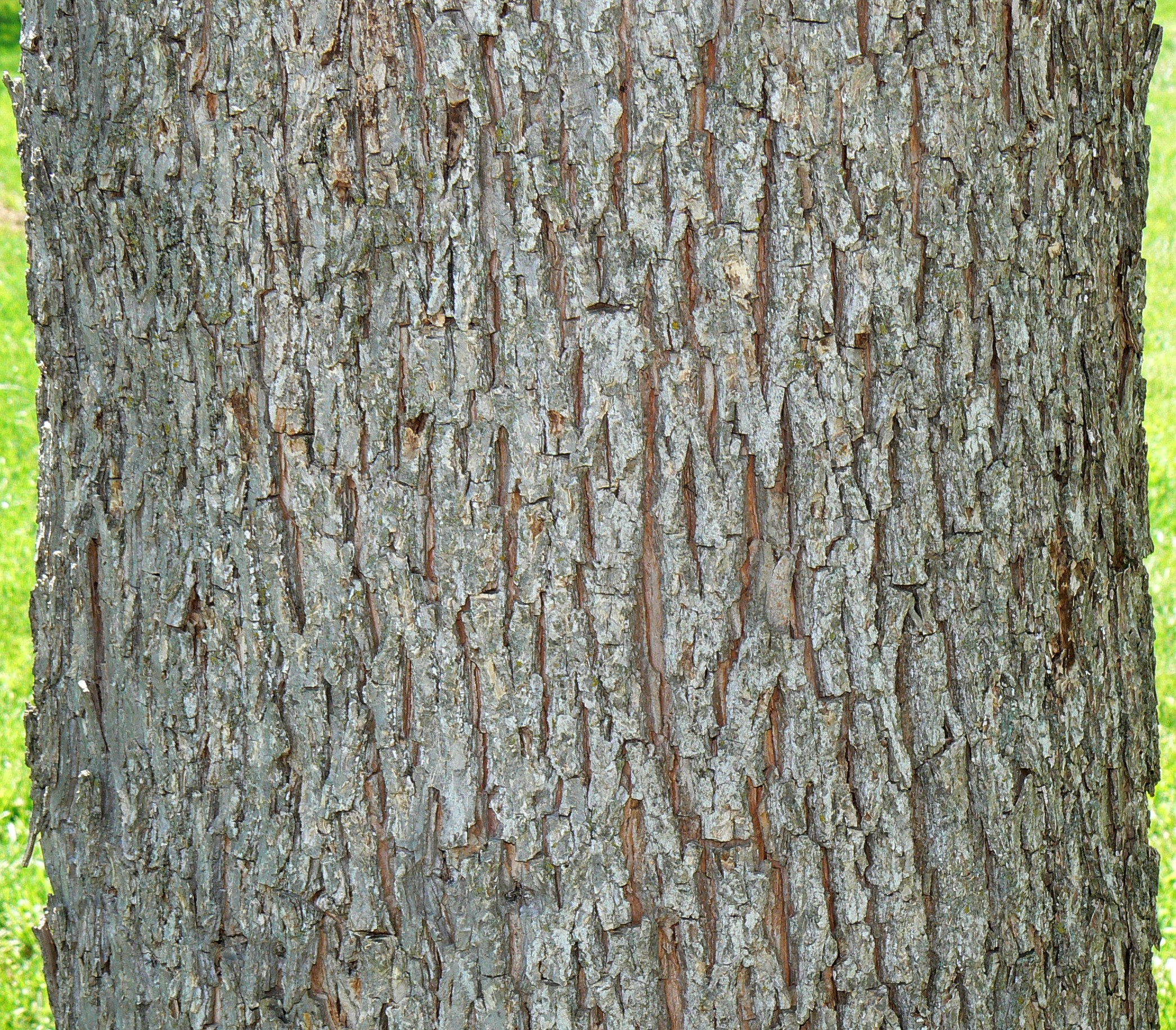
Borke

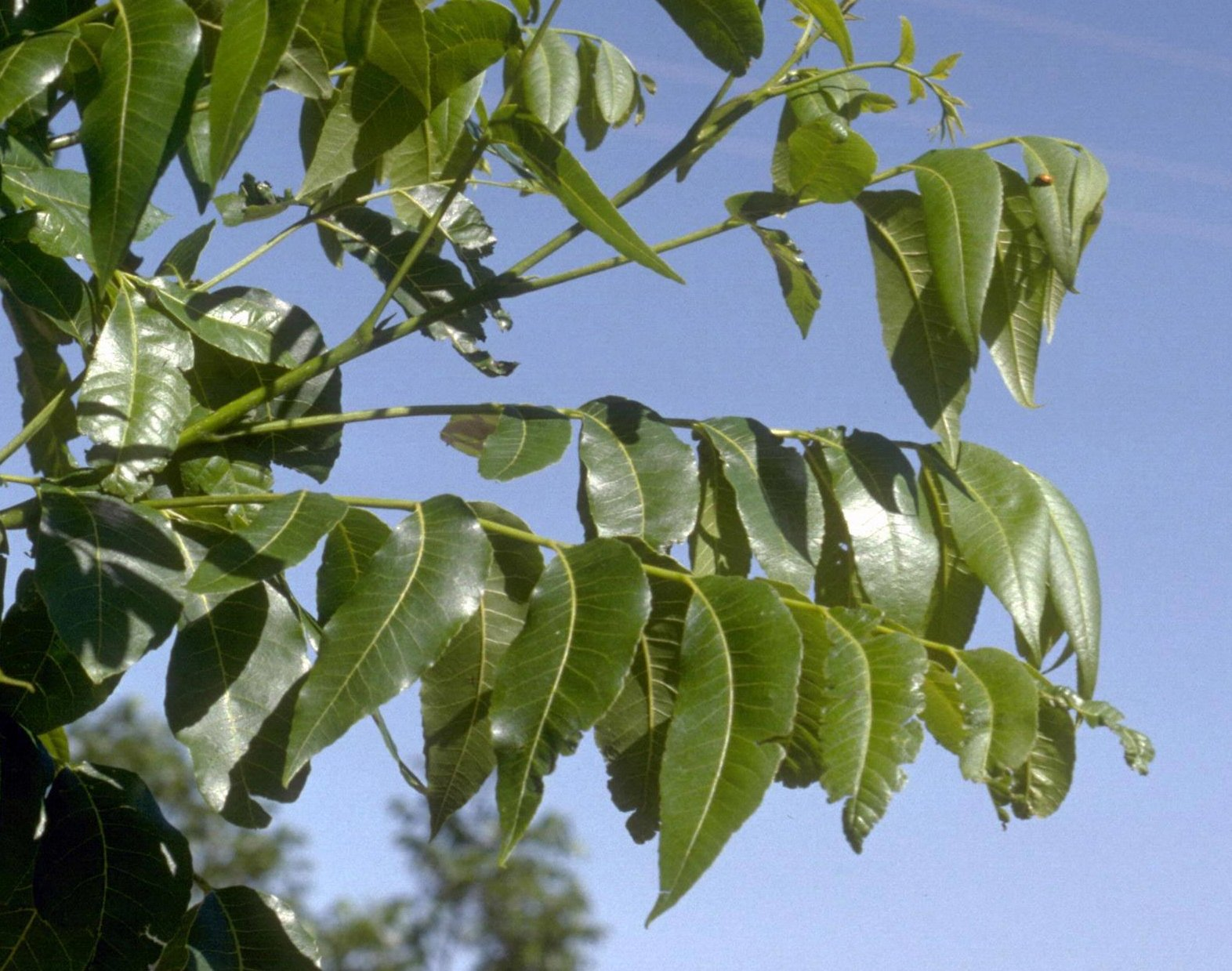
Gefiederte Laubblätter

### Erscheinungsbild, Rinde, Knospe und Blatt

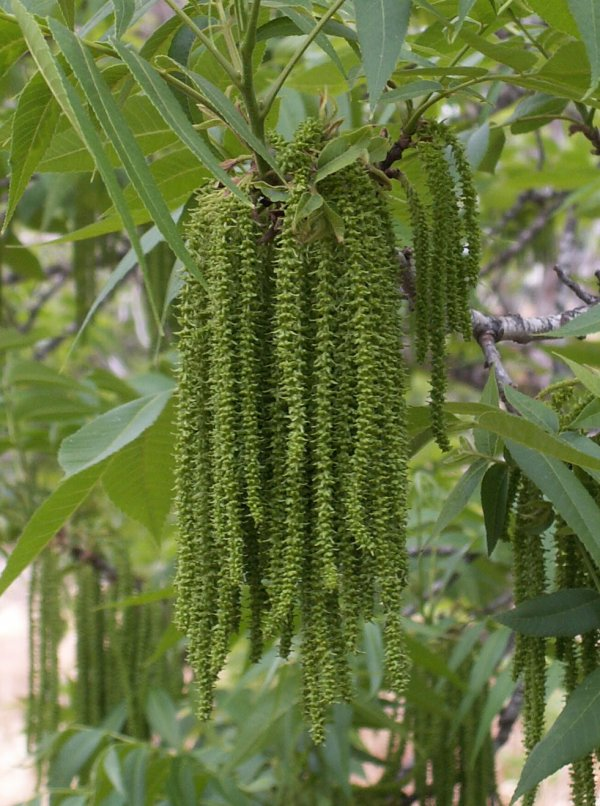
Männliche Blütenkätzchen

Der Pekannussbaum wächst als Baum und erreicht Wuchshöhen von 30 bis über 50 m, er bildet bis 10 m lange Pfahlwurzeln aus. Er entwickelt eine sehr große ausladende Baumkrone, der Stammdurchmesser kann über 2 Meter betragen. Die Borke ist gefurcht und hellgrau bis bräunlich, im Alter wird sie manchmal schuppig bis abblätternd. Die lohfarbene bis rötlich-braune Rinde der Zweige ist anfangs rau behaart, deutlich beschuppt und verkahlt oft später. Die gelblich-braunen, rau behaart sowie beschuppten Endknospen sind bei einer Länge von 6–12 mm länglich; ihre Knospenschuppen überdecken sich nicht dachziegelartig. Die Seitenknospen sind haubenförmig schützend umhüllt. Die Bäume können über 1000 Jahre alt werden.
Die wechselständigen, 40–70 cm langen Laubblätter sind in Blattstiel und -spreite (Lamina) gegliedert. Der 4–8 cm lange Blattstiel ist kahl bis behaart. Die Blattspreite ist unpaarig gefiedert mit 9–17 Fiederblättchen. Die Stiele der seitlichen Blättchen sind 0–7 mm und die der Endfieder 5–25 mm lang. Die Blättchen sind bei einer Länge von meist 9–13 (7–17) cm und einer Breite von 1–7 cm eiförmig bis -lanzettlich oder lanzettlich und oft sichelförmig gebogen mit zugespitztem oberen Ende. Der Blattrand ist fein bis grob gesägt, die Lamina ist oft ungleich.

### Blütenstand und Bestäubung
Die Blütezeit ist im Frühling. Carya illinoinenis ist einhäusig gemischtgeschlechtig (monözisch) und heterodichogam, es befinden sich also weibliche Ähren und männliche Kätzchen auf demselben Exemplar. Die hängenden, gelb-grünlichen, vielblütigen, dichten, männlichen Kätzchen sind sitzend und bis zu 18 cm lang und länger als die endständigen, wenigblütigen, grünlichen, weiblichen Ähren, sie blühen meist vor den weiblichen Blüten (protandrisch), bei einigen Sorten danach (protogyn). Die männliche Kätzchen erscheinen in Gruppen bis zu drei. Die Bestäubung erfolgt bei Carya illinoinensis durch den Wind (Anemophilie). Die Blüten sind ohne Blütenhülle (achlamydeisch). Die männlichen Blüten sind Gruppen von (drei) vier bis sechs (acht) Staubblättern mit sehr kurzen Filamenten, die von zwei kleineren, lateralen Vorblättern und einem größeren, zentralen Deckblatt (sind die Blüten vorweiblich ist dieses länger) umgeben sind, und die weiblichen sind nur ein Fruchtknoten mit einer großen, geteilten, später rötlichen Narbe, mit sehr kurzem Griffel. Der Fruchtknoten ist mit den jeweils zwei ungleichen, vierlappigen und basal verwachsenen Vor- und Deckblättern oder dem Hüllhautgewebe kantig verschmolzen, und die äußere Fruchtknotenwand plus die Hülle werden dann zum fleischigen Fruchtstück der Frucht (Schale, Mesocarp, Exocarp).

### Frucht
Die bei Reife grün-bräunliche Frucht (eine Nuss oder öffnende Steinfrucht; Tryma, eine Scheinfrucht) ist bei einer Länge von 2,5 cm bis 6 cm und einem Durchmesser von 1,5 cm bis 3 cm fast rundlich oder meist eiförmig bis ellipsoid und nicht abgeflacht. Das holzige Endocarp ist eingehüllt in eine vierlappige, 3 mm bis 4 mm dicke, ledrig-faserige, raue Schale (Mesocarp, Exocarp). Die Schale öffnet sich mehr oder weniger stark in Richtung Basis, die einzelnen Lappen sind kurzflügelig gesäumt. Die Nuss (Endocarp) ist lohfarben bis braun mit schwarzen Flecken, sie ist fast rundlich oder meist eiförmig bis ellipsoid, beidseitig mehr oder weniger bespitzt und nicht abgeflacht, nicht kantig und glatt. Die etwa 0,6 mm bis 1 mm dicke Schale (Endocarp) ist dünn und leicht zu knacken, die dunkelbraune Samenschale ist papierartig und essbar, es sind jeweils zwei runzlige, furchige, hellbräunliche Samenkerne (Kotyledonen) enthalten. Die Pecannusskerne schmecken ähnlich wie die Walnusskerne. Das Gewicht der „Nüsse“ liegt bei etwa 5 g bis 10 g.

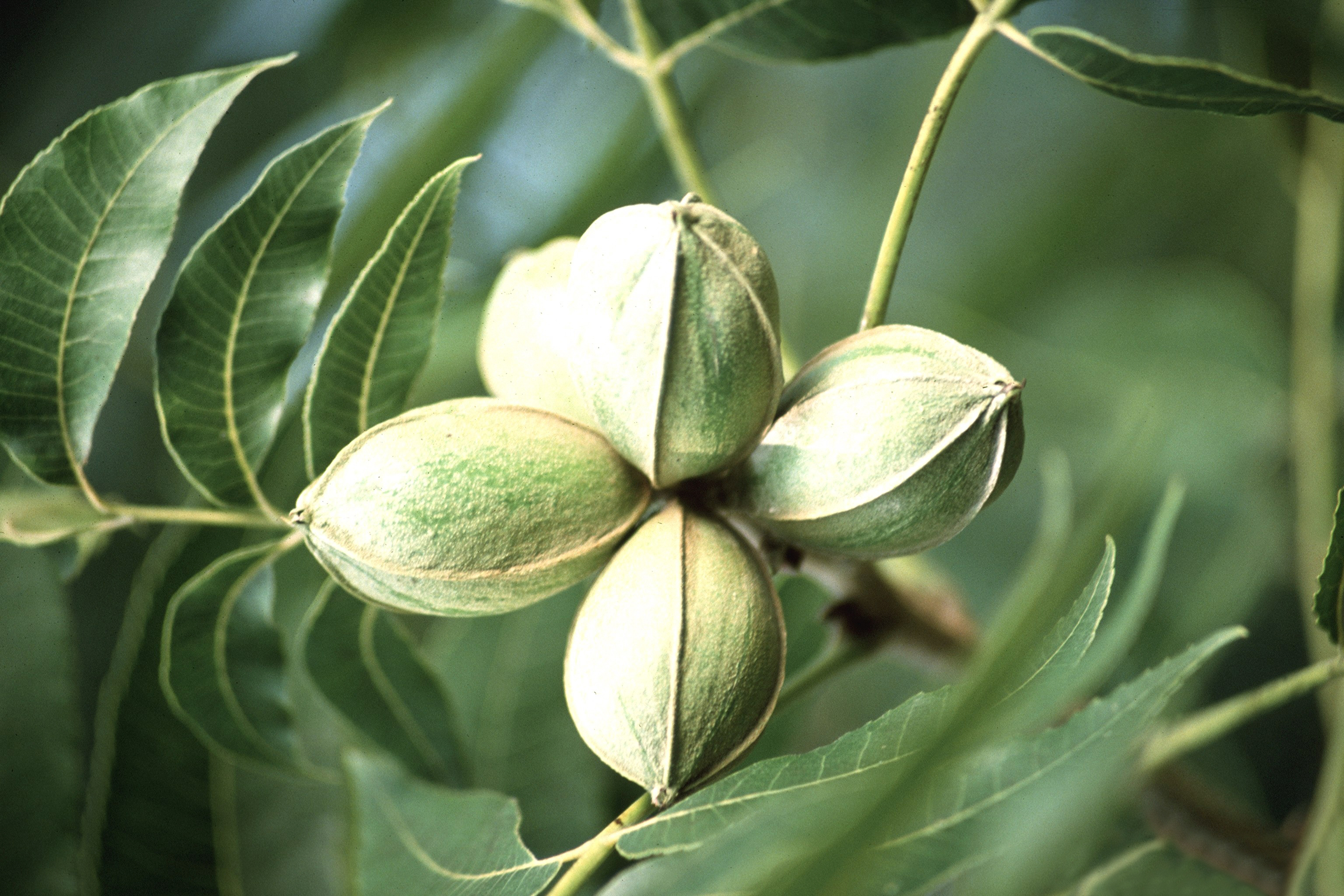
Unreife Pekanfrüchte
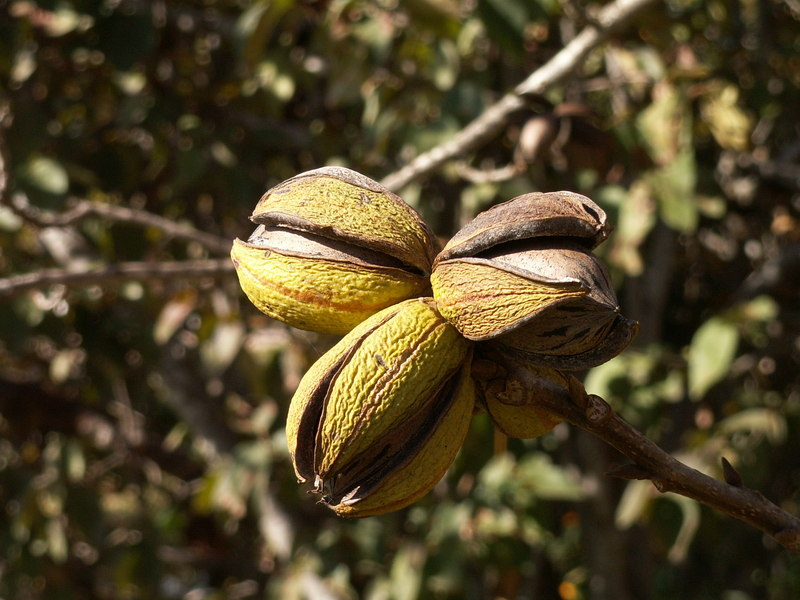
Reife Pekanfrüchte
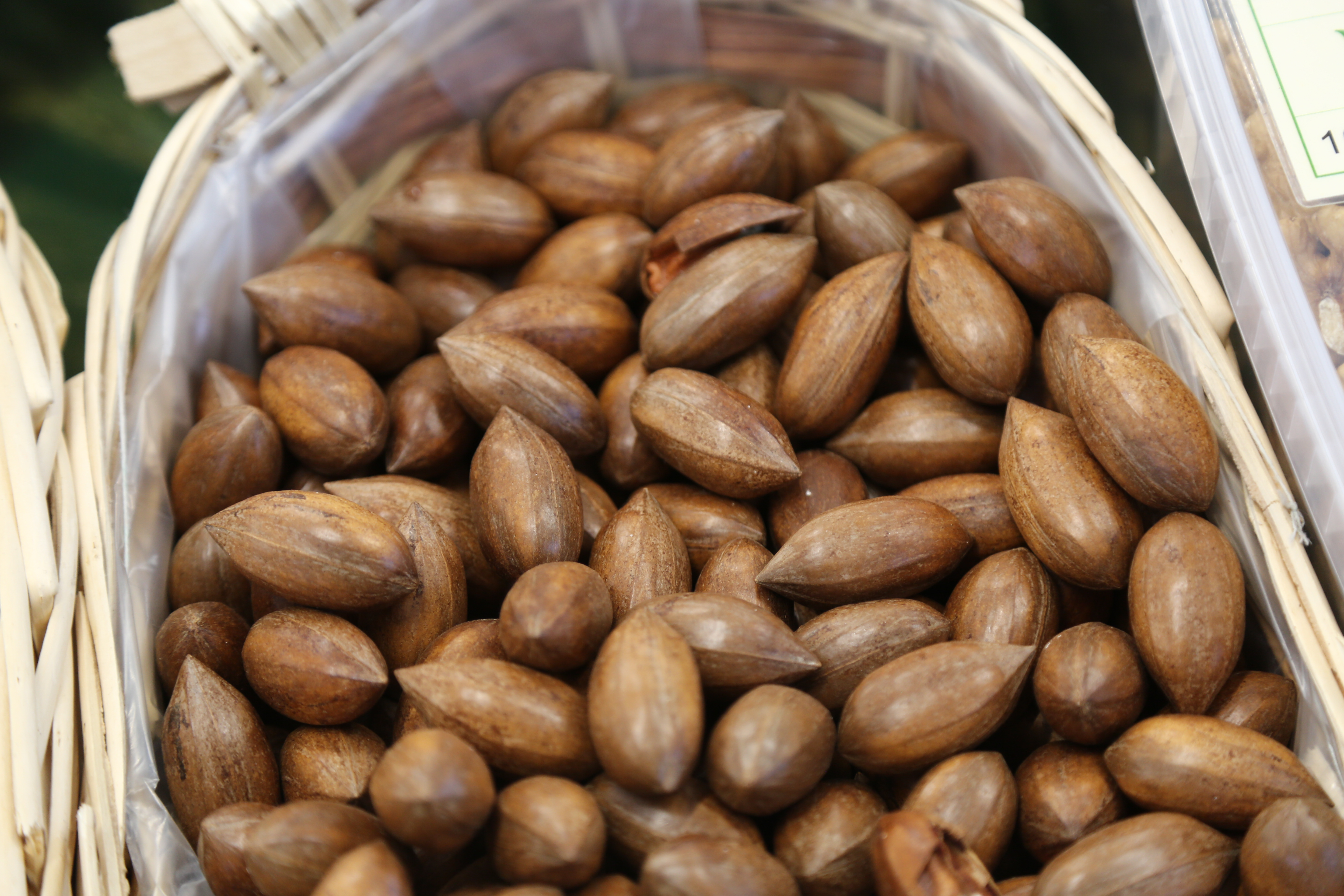
Pekannüsse im Handel
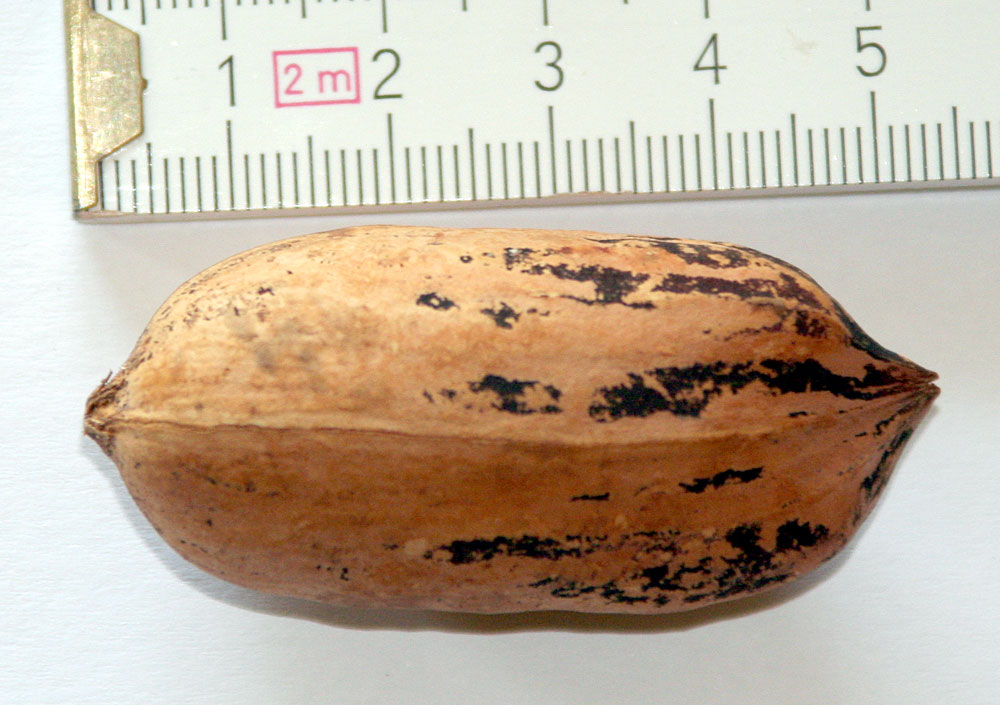
„Pekannuss“ mit Schale (Endocarp) ohne Fruchthülle
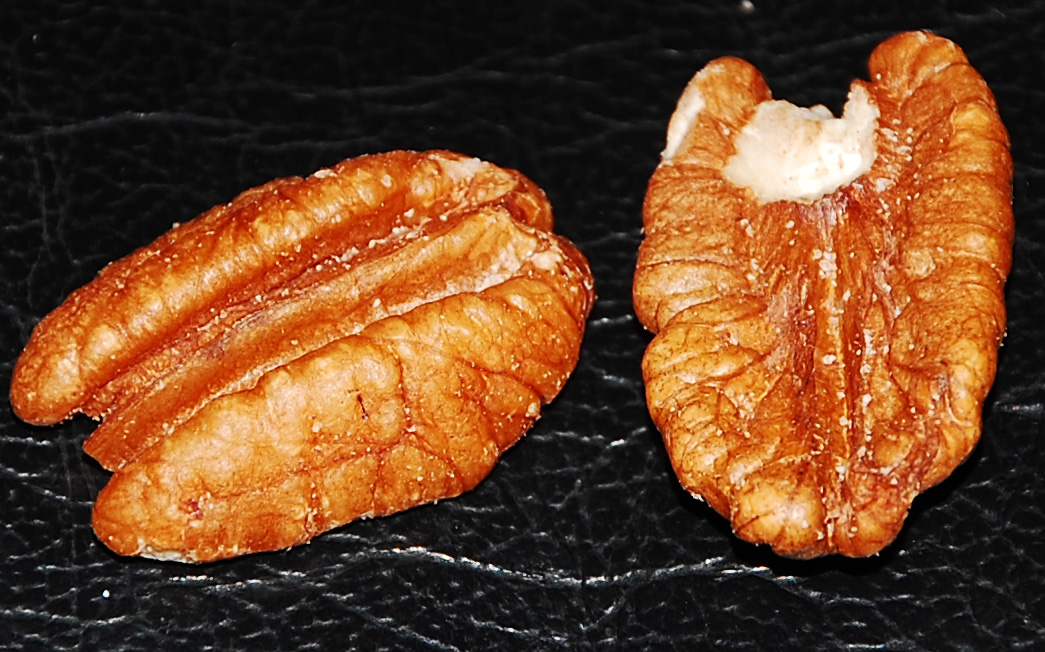
Zwei Samenkernhälften (Kotyledonen) ohne Samenschale

### Chromosomensatz
Die Chromosomenzahl beträgt 2n = 32.

## Nutzung
Die Pekannuss wurde schon vor Ankunft der ersten Europäer von den indianischen Ureinwohnern als Nahrungsmittel genutzt. Sie ist Hauptbestandteil der Pecan Pie, einer bekannten Süßspeise der Südstaatenküche. Aus den schalenfreien Kernen wird Pekannussöl hergestellt.

## Gesundheitliche Aspekte
Eine Studie aus dem Jahr 2025 zeigt, dass der tägliche Verzehr von 57 Gramm Pekannüssen als Snack über 12 Wochen signifikant die Gesamtcholesterin-, LDL-, Nicht-HDL-Cholesterin- sowie Triglyceridwerte bei Erwachsenen mit erhöhtem Risiko für kardiometabolische Erkrankungen senkte. Die Ernährungsqualität, gemessen am Healthy Eating Index99 (HEI-2020), verbesserte sich dabei deutlich durch den Austausch üblicher Snacks gegen Pekannüsse. Es wurden jedoch keine positiven Effekte auf die Gefäßfunktion oder Blutdruckwerte festgestellt, und die Pekannussgruppe tendierte zu einer leichten Gewichtszunahme.

## Vorkommen und Anbaugebiete

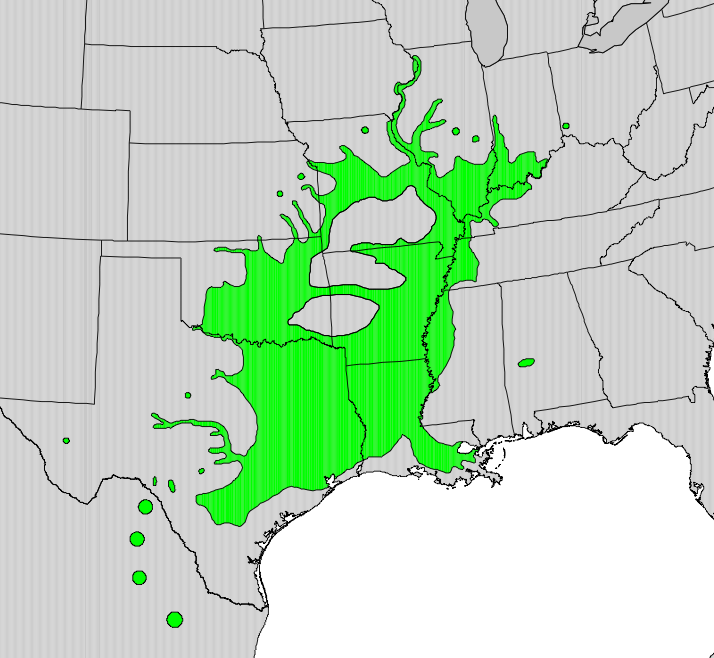
Hauptverbreitungsgebiet von Carya illinoinensis

Das natürliche Verbreitungsgebiet ist das südliche und zentrale Nordamerika. In den Vereinigten Staaten umfasst das Verbreitungsgebiet in etwa das Einzugsgebiet des Mississippi. Im Norden werden dabei die Bundesstaaten Ohio und Iowa tangiert, im Osten Virginia, Georgia und Florida, im Westen New Mexico. In Mexiko umfasst das Vorkommen die mexikanischen Bundesstaaten Coahuila bis nach Jalisco und Veracruz im Süden. Im Jahr 2014 wurden in den Vereinigten Staaten 132.075 t Pekannüsse geerntet, davon mehr als 75 % in den drei Staaten Georgia, New Mexico und Texas.
Außerhalb Nordamerikas werden heute Pekannussbäume auf Hawaii, in Australien, Brasilien, China, Israel, Peru und Südafrika kultiviert.

## Systematik
Die Erstveröffentlichung erfolgte 1787 unter dem Namen (Basionym) Juglans illinoinensis durch Friedrich Adam Julius von Wangenheim in Beytrag zur Teuteschen Holzgrechten Forstwissenschaft. S. 54–55, Figur 43. Die Neukombination zu Carya illinoinensis wurde 1869 durch Karl Heinrich Koch in Dendrologie, Band 1, S. 593 veröffentlicht. Weitere Synonyme für Carya illinoinensis (Wangenh.) K.Koch sind: Carya illinoensis (Wangenh.) K. Koch orth. var., Carya oliviformis (Michx.) Nutt., Carya pecan (Marshall) Engl. & Graebn., Hicorius pecan (Marshall) Britton, Juglans oliviformis Michx., Juglans pecan Marshall.
Carya illinoinensis gehört innerhalb der Gattung zur Sektion Apocarya.

## Unterarten/Varietäten
Die meisten Varietäten der Pekannuss sind wegen Dichogamie selbststeril, so dass für eine erfolgreiche Bestäubung und Fruchtbildung zwei oder mehr Pflanzenexemplare notwendig sind. Da Carya illinoinensis windbestäubt ist, können starke Regenfälle während der Anthese die Bestäubung verhindern.
Aufgrund seiner geschätzten Nüsse ist Carya illinoinensis Gegenstand züchterischer Bemühungen geworden, so dass es mittlerweile sehr viele Varietäten oder Zuchtformen gibt, die in der Regel durch Veredelung vermehrt werden. Diese unterscheiden sich von der Wildform durch einen früheren Beginn der Blüte und durch höhere Erträge bei größeren Nüssen.
Zudem wurden seit Mitte der 1970er Jahre aus Bäumen der nördlicheren Verbreitungsgebiete von Carya illinoiensis im Norden der USA und im Süden Kanadas Varietäten ausgelesen, die auch in kürzeren Wachstumsperioden Nüsse tragen – meist bleiben diese jedoch kleiner. Diese werden als „Northern Pecan“, zum Teil auch als „Far Northern Pecan“ bezeichnet.

## Sonstiges
Die Pekannuss ist seit 1919 der offizielle Staatsbaum des US-Bundesstaates Texas. Seit 1996 wird in den USA jeweils am 14. April der „Tag der Pekannuss“ (National Pecan Day) begangen.